# Adam George Camillus Alsche
Adam George Camillus Alsche (Den Haag, 23 september 1804 – aldaar, 27 mei 1885) was een Nederlands bestuurder, rechter, advocaat en officier van justitie.

## Levensloop
Adam George Camillus Alsche werd geboren als zoon van de jurist Frederik George Alsche (1768-1805), griffier bij het Hof van Holland, en Anna Helena Wassenbergh. Zijn grootvader George Frederik Alsche (overled. 1803) was notaris en extraordinair procureur bij de Staten-Generaal en tevens eigenaar van de buitenplaats Hoekenburg.
Alsche doorliep van 1817 tot 1822 de Latijnse school te Den Haag. Van 1822 tot 1828 studeerde hij rechtswetenschappen aan de Universiteit Leiden en in 1828 promoveerde hij op het proefschrift De Jacobo Catsio Juris Consulto.
Alsche begon zijn carrière als advocaat in Den Haag. In 1834 werd hij rechter-plaatsvervanger bij de arrondissementsrechtbank te Den Haag. Alsche werd daar in 1840 benoemd tot substituut-officier van justitie en drie jaar later, in 1843, werd hij daar benoemd tot officier van justitie. In 1861 nam hij ontslag wegens gezondheidsproblemen.
Alche bekleedde verschillende maatschappelijke betrekkingen. Hij was onder andere medebestuurder van de maatschappij Diligentia, lid van de Koninklijke Hollandsche Maatschappij der Wetenschappen, lid van de Maatschappij der Nederlandse Letterkunde en bestuurder van het Oude Mannenhuis Den Haag.

## Persoonlijk
Adam Alsche trouwde twee keer. De eerste keer trouwde hij in 1830 met Louise Jeanne De Bordes, dochter van Tobie Constantin de Bordes en Alida van Toulon. Samen hadden ze vier kinderen, twee dochters en twee zoons. De tweede keer trouwde hij op 14 november 1841 met zijn schoonzus Adriana Alida Martina De Bordes en samen hadden ze vier dochters.  Alsche overleed in Den Haag op 27 mei 1885 op 80-jarige leeftijd.

## Onderscheiding
- Commandeur in de Orde van de Eikenkroon